# Бистрилица
Бистрѝлица е село в Северозападна България. То се намира в община Берковица, област Монтана.

## География
Село Бистрилица се намира в Предбалкана, на около 21 km на север от град Берковица, на около 22 km на югозапад от град Монтана и приблизително 102 km северозападно от София.
Релефът е предпланински, а средната надморска височина достига 283 m. Климатът е умерен, характеризиращ се със снежна зима и горещо лято.
На 3 km от селото се намира западен ръкав на язовир Монтана. Стига се по стар римски път, на места заличен от времето.

## История
Селището датира още от траките, откъдето се намират тракийски могили и керамика. По-късно през Римската епоха се развива и става укрепен римски бастион през който минава и съобщителната линия за столицата, свидетелство за това са многобройните находки на римски монети и предмети в землището на селото. В местността Извор са намерени и мраморна плоча на богиня Диана и римски монети от времето на император Комод (176 – 192).
Най-ранното споменаване на селото е в османски данъчни регистри от 1530 г. като Бистриличе. По късно е записано като Бистриче в турски документ от 1560 г.
Жители на селото взимат участие в Чипровското въстание от 1688 година.
В 1873 година село Бистрилица е отбелязано с 40 домакинства и 600 жители. 
*  *  *
ИСТОРИЯ НА СЕЛО БИСТРИЛИЦА 
   Неизвестно е заселището ни, но както всички околни села и градове завършват имената си с "ица", "ца", "ец" и други, ни навева на мисълта, че тези имена са от едно племе (вероятно с идването на първите българи). С. Бистрилица, заселено в подножието на малкия исторически връх "Люден", който е тесно свързан със живота на с. Бистрилица и бистриличени и вероятно дал името - с. Бистрилица. Людено, както се зове нашият любимец, именуван от българите "Люден" (човешки), с право носи името си. От далече хребета му прилича с своите варовити канари, които стърчат като верига бойци (войници), готови да наскачат всеки момент в низините и да прогонят неприятеля. "Люден" носи и легендата, че с идването на българите,  заварват некои племена "Арбанаси", същите се изтеглят към непристъпните Люденски места, там обградени живели дълго време. Нападателите се чудели как да прогонят тези племена и се посъветвали със стари люде. Старите люде им дали упътвания, като хранят един кон три дена с овес, без да го поят вода и го разведат около върха и той ще намери водопроводите и от там ще им спрат водата. И действително, конят почнал да рови дето минавал водопровода за към върха "Люден". Спира се водата на Арбанасите, като предполагали, че ще се предадат веднага,  но на тази хитрина Арбанасите отговорили още с по-голема . Подковали си конете обратно и една нощ избегали, като обсадителите дълго време си мислели, че им е дошла помощ, защото тази нощ имало много веселба с музика. Когато се опитали след некой ден обсадителите да нападнат, що намерили - само оградата и некои вещи от избегалото племе. Градежите и днес стоят. За този "Люден", за който има чудни и предадени от поколенията приказки е привличал и първите българи, около подножието си - той има като пръстен около него,  поредени извори, които дават като кристал, бистра вода. Повече са от 15 и изобилстват най-много в североизточното подножие. Тук, където спират именно българите и се заселват, бистрата вода е дала името на Бистрилица и тук е закипял първия български живот. За освидетелствуване на това селище, може да ни наведе факта, че при обработването на земята се изкопават грънци и други съдове. На изток се намират изкуствени могили, на 500 метра от селището, епохата на езичеството и в време на Първото българско царство.  Дълго време е преживел бистриличенина тук, но настъпват размирни времена към началото на турското робство. Бистриличенина не можел да стои изложен на разните бродещи хищнически племена (татари, кърджалии и др.) и се измества към северозападното подножие на "Люден", което е естествена крепост и с малко труд и оръжие са били запазени от опасностите. Незнайно колко време е преживел будния дух на бистриличенина и към края на робството, когато времето на грабежничество поутихнало и върлуващата чума, та бистриличени се връщат към първото заселище (малко по към север). Това става през XVII век. Сега тук закипява новия живот по страшен пред по раншните неизвестности. Трето заселване и то в турското робство, тогава, когато българското чувство се оформя като чисто (Паисий, Софроний и др.) на (не се чете). Още тогава Бистрилица е дала ратници за освобождението. Прочута е размирицата на Манчо, който по произход е бистрилеченин  и от родът му има още днес живи. Манчо имал братя и сестри. Свръщат турци на конак и за това дали да им служи сестрата на Манчо и булката му. Това силно обидило Манчо и той избегал в гората с оръжие. Както пее Ботьов - не може да гледа "Турчин как бесней над бащино огнище". В едно скоро време Манчо успева да организира въстание в целия северозападен край на България. Подига Манчо Пунин бунт, наречен от турците "Манчова размирица", а после описана в нашата история. 
   Към края на XVIII век и началото на XIX век, тук начева новия живот,  какъвто го ознаменува нашата история. Живот на духовен подем, на борба за национално освобождение и не са малко борците за освобождението. Тук се избройват хайдутите Йоца, Петър Стоянов,  Тодор и др. Като първият от тех - Йоца е обикалял околните села като търговец и е организирал и чети по нареждане вероятно на Левски.  Тук в Бистрилица е имало революционен местен комитет. Разправя се, че хайдутите идвали към среднощ в къщите на бунтовниците,  съветвали се какво да сторят за освобождението. И когато са били подозрени от турската власт, те избегвали, а тези, които са хващани са лежали в затвора за тази им дързост против турската власт. За това, че бистриличенина е искал политическото освобождение, той е кръщаван с разни имена "Комита -  гяур", "Малосърбец" и др., което го охарактеризува на бунтовна и копнеюща за свободата личност. Бити са близки синове и братя на хайдутите,  но и хайдутите не оставяли не върнато. Случка с Коцовия син Георги - бит до смърт, но баща му не оставил побойника на мира и го съсекал на парчета в друг район. 
   В четата на Йоца са участвали недоволни от много села, както следва: от Гушанци Стефан Комита и др. По долуозначения  Хайдут Тодор е байрактар в четата на Панайот Хитов,  като е участвал и Кола Младенов, четник от с. Бистрилица и др., които са живели и пазили честта на българина тук.
През освобождението тук е върлувал Тодор Хайдут и след това избегал в Румъния и Русия,  като от там е дошъл в освободителната опълченска дружина. След освобождението тук са се издигнали и некои други общественици, възпяти от Вазов - Иван Аспазиев - Дормидолски, прошенописец в гр. Берковица, Тодор Петров, учител от и във с. Бистрилица. 
   За единодушието на бистриличени свидетелствуват за обществените сгради - черква и училище. През освобождението тук е имало черква на местото дето е построена новата. Старата е била вкопана в земята и направена от плет. Но след освобождението ние виждаме единодушието на бистриличени, как те си издигат общо училище на два етажа с две училищни стаи и канцелария. Това е било през 1878 г. През 1890 г. е била издигната и новата черква, която се вижда от далеко и свети като фар в кутловината, дето е заселено и селото. Но изминали се плодотворните години и настъпват години на  гонения и отмъщавания. 
   Първото училище е отворено към 1830 год., когато още живия днес Атанас Тодоров е бил ученик и учителя условен за в Бистрилица е събирал децата в техната къща, имало е ученици от околните села, майка му го внася на ръце при учителя тъй като него го било свен. Учили са килийна наука и от тогава той е певец в черквата до ден днешен. Същото училище се изместя в некои други частни къщи, докато се направи новото училище след освобождението. Дедо Атанас разказва, че когато е станало преселването, тук са се преселили 7-8 къщи. Първите къщи са били землянки, но после се изградили от плет и измазани с кал. Осем къщи, осем родове, заселени в гористата кутловина, е създала на бистриличени много труд, докато премахнат горите и увеличат работната площ. 
   По отношение на водоснабдяването на селото не е направено нищо в продължение на 50 год. То е следното: един бунар в сред селото от преди освобождението и впоследствие около 11 до днес, от които 4 на общо употребление и 7 на частно употребление,  около 5 изворчета, от които по-малко подобрени, но едно бетонирано и запазено от замърсяване, и една чешма от 1907 год. в единия край на селото с водопойни корита, като при заледяване си отслужва цело село. И всичко това на 170 къщи или при освобождението- 40. Липсва инициатива обща и частна.
   В благоустройствено отношение не сме по-добре. Сградите до освобождението са покрити със слама и боклук и само две с керемиди - заварени около 40 къщи при освобождението. 
   Днес Бистрилица има около 170 семейства, поместени в паянтови постройки, покрити с керемиди и цигли, а голема част от населението си има и постройки за добитъка и храната му. 
   Работната площ, заварена при освобождението се е удвоила и утроила.
   Пътищата са били не добри. Тук е минавал пътя Враца - Белоградчик от турско време,  постлан с големи плочи, от който останки има и днес. 
Прави се ново шосе да свърже Бистрилица - Живовци - Фердинанд  (пазарен център). В старо време бистриличени са ходили на пазар в Берковица и Лом.
   Русите са дошли на денят Архангеловден -1877 год. Не са заварили турци и са посрещнати с хлеб, гозби и вино. От север дошли и към юг заминали. 
   За пръв кмет на селото е оставен Георги Кръстов Каменов. 
    В Сръбско-българската война са участвали около 20 души, загинали нема. 
   През Балканската война участвали (100) сто, загинали (9) девет. 
През Европейската война участвали (143) сто четиридесет и три души, загинали (12) дванадесет. 
   Населението е на брой 940 сега по новото броене.
   В селото има училище с канцелария от преди освобождението и общинско управление от 1883 год.
   Първи завършил от селото средно образование има през 1905 год., сега свещеник;  сетне: 1920 год. -1; 1921 год.-1; 1922 год.-2; 1923 год.-1; 1926 год.-1; или всичко 7, а за висше немаме и скоро нема и да има и средно, тъй като се чувствува апатия към училището. 
28.XII.1927 г.
с. Бистрилица 
Издирил и публикувал: Димитър Церовски,  краевед от гр. Монтана, чиито прадядо е бистриличанин.

## Религии
Източноправославна. В селото се намира църквата „Свети Георги“, която е построена през 1890 г. на мястото на по-стара черква.

## Обществени институции
Кметство, социален дом за стари хора.

## Културни и природни забележителности
В центъра на селото има паметна плоча за „Манчовата буна“. Това е въстание срещу насилието, подтисничеството и големите данъци през турското робство от 1836 г., организирано в с. Бистрилица и водено от Манчо Пунин от същото село. Едно от малкото въстания, постигнали успех, при което са направени отстъпки от страна на турците и са намалени данъците.
През 2016 г. в селото е открита паметна чешма в чест на родените в Бистрилица майки на писателите Йордан Радичков, Иван Давидков, Анастас Стоянов и Радослав Михайлов.

## Галерия
- Кметското наместничество и пощата
- Църквата „Свети Георги“
- Старинен кръст в двора на църквата
- Паметник на падналите през войните
- Паметна плоча на въстанието от 1836 г.
- Изглед на юг към Стара планина